# The Grave (The Twilight Zone)
"The Grave" is een aflevering van de Amerikaanse televisieserie The Twilight Zone. De aflevering werd zowel geschreven als geregisseerd door Montgomery Pittman.

## Plot

### Opening
Normally, the old man would be correct. This would be the end of the story. We've had the traditional shoot-out on the street, and the badman will soon be dead. But some men of legend and folktales have been known to continue having their way even after death. The outlaw and killer, Pinto Sykes, was just such a person. And shortly we'll see how he introduces the town, and a man named Conny Miller in particular, to the Twilight Zone.
— Rod Serling

### Verhaal
Aan het begin van de aflevering wordt de outlaw Pinto Sykes in een hinderlaag gelokt en neergeschoten door verschillende mannen.
Later bezoekt de revolverheld en huurling Conny Miller het stadje in de hoop Sykes in een duel te verslaan. Tot zijn woede ontdekt hij dat Sykes al dood is. Sykes wist dat Miller op weg was naar de stad en vlak voor hij stierf zwoer hij dat hij Miller zou doden als die zich ooit in de buurt van zijn graf zou wagen. Wanneer Miller dit hoort, gaat hij een weddenschap aan: hij zal ondanks wat Sykes heeft gezegd diens bezoeken. Als bewijs dat hij er echt geweest is, moet hij een mes in de grond steken. Miller doet dit, maar nauwelijks heeft hij het mes in de grond gestoken, of iets grijpt hem vast en trekt hem naar beneden.
De volgende dag bezoekt de rest van het stadje het kerkhof om uit te zoeken wat er met Miller is gebeurd. Ze vinden hem dood op het graf van Sykes. Het mes steekt door Millers jas in de grond. Een van de mannen suggereert dat Miller per ongeluk zijn jas aan de grond heeft genageld toen hij het mes in de grond stak en daarom niet meer op kon staan. Waarschijnlijk heeft hij van schrik een hartaanval gekregen. Alleen Syke’s zus lacht om deze theorie. Volgens haar weten ze allemaal wat er werkelijk is gebeurd, maar willen ze het gewoon niet toegeven.

### Slot
Final comment, you can take this with a grain of salt or a shovel of earth, as shadow or substance, we leave it up to you. And for any further research, check under "G" for ghost, in the Twilight Zone.
— Rod Serling

## Rolverdeling
- Lee Marvin: Conny Miller
- James Best: Johnny Rob
- Lee Van Cleef: Steinhart
- Strother Martin: Mothershed
- Stafford Repp: Ira Broadly
- Elen Willard: Ione Sykes
- Richard Geary: Pinto Sykes
- William Challee: Jason
- Larry Johns: dorpeling

## Trivia
- James Best speelde ook mee in de afleveringen The Last Rites of Jeff Myrtlebank en Jess-Belle.
- Lee Marvin speelde later ook mee in Steel.
- Deze aflevering stond eigenlijk al gepland voor seizoen 2.
- De aflevering is uitgebracht op volume 6 van de dvd-reeks.